# Psi Andromedae
Psi Andromedae (ψ And / ψ Andromedae) è un sistema stellare di magnitudine 4,98 situata nella costellazione di Andromeda. Il sistema, dominato da una stella supergigante gialla, dista circa 1000 anni luce dal sistema solare.

## Osservazione
Si tratta di una stella situata nell'emisfero celeste boreale. La sua posizione è fortemente boreale e ciò comporta che la stella sia osservabile prevalentemente dall'emisfero nord, dove si presenta circumpolare anche da gran parte delle regioni temperate; dall'emisfero sud la sua visibilità è invece limitata alle regioni temperate inferiori e alla fascia tropicale. La sua magnitudine pari a 5 fa sì che possa essere scorta solo con un cielo sufficientemente libero dagli effetti dell'inquinamento luminoso.
Il periodo migliore per la sua osservazione nel cielo serale ricade nei mesi compresi tra fine agosto e dicembre; nell'emisfero nord è visibile anche fino alla metà dell'inverno, grazie alla declinazione boreale della stella, mentre nell'emisfero sud può essere osservata limitatamente ai mesi della primavera australe.

## Caratteristiche fisiche
La stella principale è una supergigante gialla di magnitudine assoluta -3,04; altre 4 stelle sono poste visualmente nelle vicinanze della componente principale, tuttavia solo le componenti denominate Ab e Ac, relativamente vicine ad Aa (la supergigante), sembrano legate gravitazionalmente ad essa, quindi molto probabilmente Psi Andromedae è una stella tripla.
Non si hanno notizie certe per la componente Ab, mentre Ac pare essere una stella bianca di sequenza principale di classe B8 o A0, che brilla di magnitudine 8,1. Questa componente, nonostante abbia una massa 2,75 volte quella del Sole, un raggio 2,5 volte e una luminosità 65 volte superiore, viene in buona parte offuscata dalla luminosa e vicina supergigante. Ab invece dista all'incirca 125 UA dalla componente principale, e le orbita attorno in 475 anni, mentre Ab, a 90 UA da Aa, orbita in 375 anni.